# 伸港交流道
伸港交流道位於臺灣彰化縣伸港鄉，為臺灣台61線指標166公里處的交流道。交流道型式為分離式簡易鑽石型，在2000年12月22日通車、2013年9月12日立體化，可通往彰濱線西工業區和國道三號之和美交流道。
|  | 166 伸港 |  | 伸港 |

## 鄰近公路
- 台61乙線
- 台17線
- 彰1線
- 彰2線

## 外部連結
- 台61線伸港交流道、線西交流道示意圖 （页面存档备份，存于）（交通部公路總局）